# Herb księstwa opolskiego

Herbem księstwa opolskiego był na tarczy w polu błękitnym złoty orzeł.
Po raz pierwszy orzeł pojawił się na pieczęci księcia opolskiego i raciborskiego Kazimierza I znanej z odcisku przy dokumencie z roku 1222.
Barwy herbu księstwa opolskiego znamy z późniejszych XIV wiecznych przekazów ikonograficznych.
O złoto-błękitnej kombinacji barw herbu zaważyły prawdopodobnie wpływy heraldyki francuskiej.
W 1217 roku książę Kazimierz I wraz z królem Węgier Andrzejem II wyruszył na piątą wyprawę krzyżową, w której przeważali rycerze francuscy.
Złoty orzeł na błękitnym polu ustalił się jako herb księstwa opolskiego za rządów jego syna Władysława I.
Orzeł opolski pojawił się też w herbach księstw: niemodlińskiego, strzeleckiego, kozielsko-bytomskiego, raciborskiego, cieszyńskiego i oświęcimskiego.
Orzeł opolski w koronie pojawił się po raz pierwszy w 1389 roku na pieczęci księcia opolskiego Bolka IV Starego. Poświadcza to rysunek herbu księstwa w herbarzu "Armorial Gymnich" z pierwszej połowy XV wieku.
Takiego koronowanego złotego orła w polu błękitnym zapisał następcom w testamencie ostatni książę opolski Jan II Dobry, zmarły w 1532 roku.
Przyjęte w 2000 i 2001 roku herby województw opolskiego i śląskiego nawiązują do herbów książąt opolskich (górnośląskich).